# Sapy (województwo mazowieckie)
Sapy – wieś w Polsce położona w województwie mazowieckim, w powiecie żyrardowskim, w gminie Puszcza Mariańska.
W skład sołectwa Sapy wchodzą Sapy i Emilianów.
W latach 1975–1998 miejscowość położona była w województwie skierniewickim.